# Hollersee (Buchen (Odenwald))
Der Hollersee ist ein See bei Buchen (Odenwald) im baden-württembergischen Neckar-Odenwald-Kreis.

## Lage und Beschreibung
Der See rechnet naturräumlich zum Unterraum Winterhauch des Sandsteinodenwaldes. Er liegt knapp einen Kilometer unterhalb des Buchener Dorfes Hollerbach und weniger als einen halben westlich der Siedlungsgrenze von Buchen selbst auf 327 m ü. NHN zwischen dem rechten Ufer des dort in sehr engen Mäandern nordwestwärts ziehenden Morre-Zuflusses Hollerbach und dem Hangwald des Distrikts Wolfsgarten, über dem die nächsten Häuser Buchens stehen. Geologisch liegt der Hollersee im Bereich des vom Bach um seinen Lauf abgelagerten holozänen Auenlehmbandes auf einer wenig bachabwärts auskeilenden, tektonisch abgesunkenen Scholle von Unterem Muschelkalk, um die herum der Obere Buntsandstein ansteht.
Der See ist 1,2 ha groß, etwa 220 Meter lang und bis zu 90 Meter breit. Er wird vom Hollerbach gespeist, in den er auch wieder entwässert, und nimmt so einen Teil des Abflusses von dessen bis dorthin etwa 9,5 km² großem Einzugsgebiet auf.
Zwischen dem nordwestlichen Ufer und dem nahe vorbeiziehenden Hollerbach sowie im Nordosten und Südwesten gegen die Wiesenaue des Bachtales hat sich eine fast geschlossene Feldhecke entwickelt, die in die Auengalerie des Baches übergeht. Um den See führt ein an der Bachseite unbefestigter Rundweg.
Das Messtischblatt von 1880 zeigt den See noch nicht. Er wurde vielmehr durch die Stadt Buchen seit Mitte der 1970er Jahre durch Errichten eines Dammes angestaut. Anfang der 1980er Jahre wurden Fische eingesetzt. Es kann auch von Gästen geangelt werden.
Der See liegt im Landschaftsschutzgebiet Hollerbachtal und im Naturpark Neckartal-Odenwald.

### LUBW
Amtliche Online-Gewässerkarte mit passendem Ausschnitt und den hier benutzten Layern: Hollersee und Umgebung

Allgemeiner Einstieg ohne Voreinstellungen und Layer: Daten- und Kartendienst der Landesanstalt für Umwelt Baden-Württemberg (LUBW) (Hinweise)
1. ↑  Höhe nach blauer Beschriftung auf dem Hintergrundlayer Topographische Karte.
2. ↑  Seefläche nach dem Layer Stehende Gewässer.
3. 1 2  Dimensionen abgemessen auf dem Hintergrundlayer Topographische Karte.
4. ↑  Einzugsgebiet abgemessen auf dem Hintergrundlayer Topographische Karte.
5. 1 2  Schutzgebiete nach den einschlägigen Layern, Natur teilweise nach dem Layer Biotop.

### Andere Belege
1. ↑  Otto Klausing: Geographische Landesaufnahme: Die naturräumlichen Einheiten auf Blatt 151 Darmstadt. Bundesanstalt für Landeskunde, Bad Godesberg 1967. → Online-Karte (PDF; 4,3 MB)
2. ↑  Geologie nach den Layern zu Geologische Karte 1:50.000 auf: Mapserver des Landesamtes für Geologie, Rohstoffe und Bergbau (LGRB) (Hinweise)
3. ↑  Meßtischblatt 6421 Buchen von 1881 in der Deutschen Fotothek
4. ↑  Der Hollersee, Seite zum Hollersee auf der Website von Buchen, aktualisiert am 3. Oktober 1920, abgefragt am 13. September 2021